# Лешич, Сава
Сава Лешич (серб. Сава Лешић, род. 23 февраля 1988, Книн, Югославия) — сербский профессиональный баскетболист, играющий на позиции тяжёлого форварда.

## Карьера
Свою профессиональную карьеру начал в «Суперфунде», где в среднем набирал 16,4 очка, 6,2 подбора и 1,1 передач в 25 играх. В 2009 году он подписал четырёхлетний контракт с «Партизаном».
В ноябре 2010 года Лешич подписал контракт с «Црвеной звездой». В августе 2012 года перешёл в украинский «Химик». В августе 2013 года подписал однолетний контракт с клубом «Раднички».
В сезоне 2014/2015 выступал за красноярского «Енисея», набирая в среднем 10,5 очка и 5,1 подбора.

## Сборная Сербии
в 2011 году, в составе сборной Сербии, стал победителем Универсиады.

## Достижения

### Клубные
- Чемпион Адриатической Лиги: 2009/2010
- Чемпион Сербии: 2009/2010

### Сборная Сербии
- Чемпион Универсиады: 2011